# Camps d'internement du Xinjiang
Cet article concerne le système concentrationnaire de la République populaire de Chine au Xinjiang. Pour l'accusation d'éthnocide envers la population ouïghoure, voir génocide culturel des Ouïghours.
Les camps d'internement du Xinjiang sont des camps situés dans la province chinoise du Xinjiang, construits à partir de 2014 dans le but d'interner des centaines de milliers de musulmans pratiquants ouïghours et kazakhs. Un million de Ouïghours y seraient internés de façon préventive et sans procès dans le cadre d’une vaste campagne d’antiterrorisme visant les islamistes et les indépendantistes après de nombreux attentats en 2013 et 2014.
La Chine nie l'existence de ces camps avant d'en reconnaître officiellement l'existence en octobre 2018 sous le nom de « camps de transformation par l’éducation ». Elle les décrit comme des centres de formation professionnelle, avec pour objectif de lutter contre le terrorisme et l’extrémisme musulmans. À l’étranger, plusieurs pays et ONG qualifient ces camps de camps de concentration et soulignent des conditions de détention portant atteinte aux droits humains. D’autres pays soutiennent ouvertement la Chine, affirmant qu’elle lutte efficacement contre le terrorisme. De plus, les camps d'internement du Xinjiang ont été comparés à plusieurs reprises aux méthodes d'endoctrinement mises en œuvre pendant la révolution culturelle chinoise,,,,,.
Les Xinjiang Papers, documents internes chinois transmis au New York Times en novembre 2019, documentent la répression contre la minorité musulmane et la nature des camps. Les China Cables, enquête du Consortium international des journalistes d'investigation publiée le 24 novembre 2019, confirment le caractère carcéral des camps d'internement.

## Contexte historique

### Camps de rééducation en Chine
En 2013, les camps de rééducation par le travail, ou laojiao et laogai, sont officiellement abolis en Chine. Il est commun que des Chinois y soient envoyés par des organes du pouvoir sans procès ni procédure légale : le système est surtout utilisé pour les dissidents et les petits délinquants. Au moment de leur fermeture, on dénombre environ 350 camps qui regroupent 160 000 prisonniers.
En 2017, cinq à huit millions de chinois seraient détenus dans environ 1 000 camps. Le sinologue français Jean-Luc Domenach mentionne aussi le développement des prisons noires, détention extrajudiciaire qui concerne 20 000 à 30 000 personnes.

### Tensions ethniques au Xinjiang
En 1949, le Xinjiang ou Turkestan oriental compte 20 000 Chinois de l'ethnie majoritaire han ; en 2018, ils dépassent les dix millions. Les Hans volontaires sont souvent des habitants défavorisés d'autres régions, encouragés à peupler le Xinjiang en échange d'un meilleur salaire et d'un logement public et à qui on interdit ensuite de revenir dans leur région. En raison de ce processus, ils forment aujourd'hui 40 % de la population, pour 46 % de Ouïghours. 
En 2009, des émeutes se déclarent à Ürümqi, la capitale du Xinjiang, et font près de 200 morts. En 2013 et 2014, des attentats perpétrés par des indépendantistes ouïghours et des islamistes font des centaines de morts dans la région du Xinjiang, selon les médias d'État chinois, et le porte-parole du ministère chinois des Affaires étrangères, Geng Shuang, évoque même « plusieurs milliers » d'actes terroristes de 2013 à 2016. En parallèle, le retrait des troupes américaines en Afghanistan inquiète le gouvernement chinois, qui estime que les forces terroristes de Syrie et d’Afghanistan pourraient se tourner vers le Xinjiang. En avril 2014, des militants Ouïghours poignardent plus de 150 personnes dans une gare, faisant 31 morts, alors que Xi Jinping prépare une visite de quatre jours dans la région. Le dernier jour de la visite, en mai 2014, un attentat à la bombe fait un mort et quatre-vingt blessés. En juin 2014, un autre attentat dans un marché d’Umruqi fait 94 blessés et au moins 39 morts.
Xi Jinping prononce alors une série de discours réservés à l’administration, appelant à combattre sévèrement le terrorisme, l’infiltration et le séparatisme. Au cours de ce discours, il appelle à s’inspirer de la guerre contre le terrorisme menée par les États-Unis et à observer l’exemple du bloc soviétique, dont il dit que la croissance économique n’a pas empêché l’éclatement. La campagne est appelée « Frapper fort contre l’extrémisme violent ». Le contenu des discours n’est pas public, mais les médias nationaux font parfois allusion à leur existence. Xi mentionne en particulier sa volonté d’utiliser des outils de dictature pour éradiquer l’islam radical en Chine. Il précise ensuite, à la suite d’oppositions de la part de hauts fonctionnaires, qu’il ne faut pas discriminer les Ouïghours ou porter atteinte à leur liberté de culte, ni chercher à éliminer toute trace d’islam dans le pays. Il critique cependant le fait que les populations chinoises musulmanes tendent à pratiquer leur religion quotidienne plus librement qu’avant les années 1990.

## Historique

### Débuts de la répression
Dès 2014, des premières personnes soupçonnées d’être radicalisées sont arrêtées dans le Xinjiang. Les premiers camps regroupent quelques dizaines ou centaines de prisonniers, qui sont amenés à renier l’islam et à affirmer leur dévotion au parti communiste.

### Essor des camps d'internement
La répression gagne en ampleur en août 2016, à l’arrivée de Chen Quanguo, ancien responsable de la région autonome du Tibet, en tant que chef du parti au Xinjiang,. Chen distribue les discours de Xi Jinping à tous les hauts fonctionnaires de la région. En février 2017, il les exhorte à ying shou jin shou (« rafler tous ceux qui doivent l’être ») : la phrase revient dans plusieurs de ses discours à partir de 2017,. Plusieurs hauts fonctionnaires expriment leur désaccord avec ces mesures, opposant à Chen qu’elles aggraveront les tensions raciales et empêcheront la croissance économique dans la région. Ils perdent généralement leur emploi ; l’un en particulier, Wang Yongzhi (zh), est emprisonné après avoir signé une confession d’ivresse au travail, après avoir secrètement libéré plus de sept mille prisonniers. En tout, 12 000 membres du parti au Xinjiang font l’objet d’une enquête pour leur opposition aux mesures de répression. 
Les arrestations préventives se fondent sur une liste de plusieurs dizaines de « signes de radicalisation », qui incluent des pratiques culturelles courantes dans le Xinjiang, comme le port d’une longue barbe, le fait de ne pas boire ni fumer, l’étude de la langue arabe ou la prière en dehors des mosquées. Avec le temps, les motifs d'arrestation deviennent de plus en plus mineurs : en 2018, la possession d'une application mobile de lecture du Coran, le fait d'aller à la mosquée un autre jour que le vendredi, ou un contact à l'étranger peuvent suffire à l'incarcération. Le système opère en dehors du système judiciaire, sans procès ni défense. Pour Rebiya Kadeer, présidente honoraire du Congrès mondial des Ouïghours, « c’est un système arbitraire total, une sorte de détention préventive, basés sur la détention administrative, c’est-à-dire qu’il n’est pas nécessaire d’avoir été condamné pour y être emprisonné. Nulle procédure, nulle possibilité de recourir à un avocat et même nul chef d’inculpation. On peut rester dans ces camps très longtemps, certains à perpétuité ». 
Quand des membres d'une famille dont les autres membres ont été internés en leur absence reviennent au Xinjiang, on leur fournit des réponses préparées à l’avance. Les autorités leur disent que leurs proches sont dans des centres de formation et que sans être accusés d’un quelconque crime, ils ne peuvent pas en sortir librement. Les autorités ajoutent que le comportement de la personne a une incidence sur la durée de la « formation » des membres de sa famille : ceux-ci sont relâchés une fois qu’ils atteignent un certain nombre de points, et ils perdent des points en cas de désobéissance des étudiants. Ces derniers ont également droit à un appel vidéo. En cas d’insistance de la part des étudiants, les policiers leur répondent que leurs proches ont été « infectés » par le virus de l’extrémisme islamiste et doivent en être guéris avec une quarantaine.
Une étude de juin 2017 publiée dans les journaux nationaux chinois affirme que la majorité des personnes enfermées ne comprennent pas ce dont on les accuse au moment de leur arrestation ; il ajoute que la quasi-intégralité des personnes libérées (98,8 %) dit avoir compris son erreur et changé de mode de vie à la sortie des camps.
En dehors des camps, les autorités chinoises du Xinjiang effectuent un contrôle très poussé de la vie personnelle des musulmans : des fonctionnaires sont envoyés vivre dans des familles musulmanes pour y vérifier ce qu'elles mangent, leurs prières, l'éducation de leurs enfants ou encore leurs codes vestimentaires. Des voitures de police patrouillent dans les grandes villes en appelant via un haut-parleur à dénoncer les extrémistes aux autorités. Les Ouïghours vivant à l'étranger sont souvent suivis par la police chinoise, qui leur demande des informations sur le reste de la diaspora en menaçant leurs proches restés en Chine. Le Xinjiang concentre 21 % des arrestations chinoises, pour 2 % de la population du pays.

### Premières réactions internationales
En septembre 2017, Radio Free Asia devient le premier organe de presse de langue anglaise à dévoiler l'existence des camps de rééducation au Xinjiang,.
En avril 2018, une commission américaine estime qu’il s’agit de la plus grande incarcération de masse en cours d'un peuple minoritaire. En 2018, le nombre des détenus est estimé à un million par Amnesty International et par l'Organisation des Nations unies,, et on estime qu'il y a environ 1 200 camps. En août 2018, Gay McDougall alors vice-présidente du comité des Nations unies pour l’élimination de la discrimination raciale, déclare « We are deeply concerned at the many numerous and credible reports that we have received that in the name of combating religious extremism and maintaining social stability (China) has changed the Uighur autonomous region into something that resembles a massive internship camp » ([Nous sommes profondément troublés par les nombreux rapports crédibles que nous avons reçus, décrivant qu’au nom du combat contre l’extrémisme religieux et du maintien de la stabilité sociale [en Chine], la région autonome ouïghoure ait été transformée en ce qui ressemble à un camp d’internement géant]),. Le département d'État des États-Unis propose une estimation basse de plusieurs dizaines de milliers de personnes, tandis qu'une station de télévision turque tenue par des anciens détenus cite le chiffre de 900 000 prisonniers. Les appels d'offres et offres d'emploi laissent entendre que les camps ont coûté plus de 100 millions de dollars au gouvernement chinois entre 2016 et 2018. Face à ces affirmations, la Chine reconnaît qu'elle envoie les petits délinquants dans des écoles visant à leur enseigner une spécialité professionnelle, mais le ministre des affaires étrangères affirme ne pas avoir entendu parler de camps de concentration. À la remarque que des citoyens naturalisés par d'autres pays ont été enfermés, il affirme que le gouvernement chinois protège ses visiteurs, à condition qu'ils respectent la loi.
Le 10 septembre 2018, un rapport de Human Rights Watch regroupe des entretiens avec des ex-détenus et leurs proches, racontant la torture et les dures conditions de vie dans les camps d'internement. L'ONG indique que la Chine « compte sur le fait que cela ne lui coûtera rien sur le plan politique en partie grâce à son influence au sein du système des Nations unies ». Le même jour, Michelle Bachelet dénonce les camps et demande « au gouvernement de permettre à l'ONU d'avoir accès à toutes les régions de la Chine ». Le lendemain, Geng Shuang, porte-parole de la diplomatie chinoise, demande à l'ONU de respecter la souveraineté de la Chine et justifie la répression par la lutte contre le terrorisme islamiste et le séparatisme d'une partie des Ouïghours.
La Chine finit par admettre officiellement l'existence de camps de rééducation par le travail le 9 octobre 2018,. Les camps sont décrits comme des centres de formation professionnelle spécifiques aux musulmans, qui utilisent des méthodes douces de déradicalisation islamiste. Pour Shohrat Zakir, le numéro deux du Parti communiste chinois dans la province, « l'objectif de ce programme était de se débarrasser de l'environnement et du terreau qui nourrissent le terrorisme et l'extrémisme religieux ». Pour Chen Quanguo, chef du Parti communiste de la région, les camps doivent « enseigner comme des écoles, être gérés comme à l'armée et défendus comme des prisons ». 
La télévision d'État explique que l'admission dans les camps est facultative. Elle montre des images d'étudiants apprenant le chinois et des métiers dans l'alimentation et le textile. La Chine présente donc les camps comme des sortes d'écoles. En 2018, le magazine en ligne Bitter Winter a toutefois publié des vidéos qui auraient été tournées à l’intérieur des camps, et ils apparaissent plutôt comme des prisons,. Pour le sociologue Massimo Introvigne, les raisons ultimes de l'internement d'un grand nombre d'Ouïghours sont aussi controversées. D’après la Chine, certaines mesures de « rééducation » s'imposent pour prévenir la radicalisation et le terrorisme. Des chercheurs occidentaux pensent que le gouvernement craint plutôt une renaissance religieuse à laquelle il ne s’attendait pas.
En mars 2019, Michelle Bachelet demande à nouveau l'accès au Xinjiang pour l'enquête de l'ONU, une demande qui ne reçoit pas de suite.
En avril 2019, la Banque mondiale ouvre une enquête pour déterminer si un prêt de 50 millions de dollars effectué en 2015 par la Chine, officiellement pour financer cinq collèges locaux, aurait été utilisé pour financer les camps d'internement du Xinjiang. L'enveloppe faisait partie d'un plus gros prêt de 1,5 milliard de dollars prêtés par la Banque à la Chine cette année,.

#### Xinjiang Papers
Les Xinjiang Papers, documents internes chinois transmis au New York Times en novembre 2019,, documentent la répression contre la minorité musulmane et la nature des camps,. Ces 403 pages de documents incluent 96 pages de discours de Xi Jinping, 102 pages de discours d’autres personnalités politiques, 161 pages de directives et de rapports sur le contrôle de la population ouïghoure dans le Xinjiang, et 44 pages d’enquêtes internes sur des fonctionnaires locaux.
Les documents sont envoyés par une personne anonyme au sein du parti communiste chinois, qui déclare que le gouvernement, y compris Xi Jinping, doit être tenu pour responsable des camps.
Geng Shuang répond immédiatement qu'après « plusieurs milliers » d'attentats terroristes de 2013 à 2016, les violences ont cessé grâce aux camps d'internement. Il accuse les documents d'être sortis de leur contexte et présentés comme des documents officiels secrets, alors qu'ils ne le seraient pas réellement.

#### China Cables
Dix-sept médias révèlent le 24 novembre 2019 l'enquête du Consortium international des journalistes d’investigation sur la politique de répression et de détention menée par l'État chinois au Xinjiang envers la population ouighoure. En décembre 2019, Shohrat Zakir affirme que tous les anciens apprentis des centres de rééducation sont désormais « diplômés », libres et heureux, et ajoute que le nombre d'internés est « dynamique », mais très loin en dessous du million estimé par les États-Unis.

### Augmentation de la répression
En 2020, plusieurs nouveaux camps sont construits, dont plusieurs pouvant héberger au moins 10 000 personnes. L'État serait donc passé de l'utilisation de bâtiments publics à la création de bâtiments conçus pour interner les minorités musulmanes. 
Interrogé par BuzzFeed, le consulat de Chine à New York affirme que les camps ne sont « pas une question de droits humains, de religion ou d'ethnicité, mais de combat du terrorisme violent et du séparatisme » et ajoute qu'il est complètement faux que des millions de Ouïghours soient détenus dans la région. Le consulat affirme que les droits humains sont respectés dans les programmes de rééducation et que les « apprentis » sont libres de leurs mouvements. Il mentionne l'existence de programmes obligatoires dans le cadre de l'antiterrorisme au Royaume-Uni et aux États-Unis.

### Sortie des camps
En décembre 2020, Adrian Zenz indique que les Ouïgours qui sortent des camps d'internement ne sont pas libérés. Ils doivent travailler dans des usines à proximité des camps mais peuvent aussi être contraints d'aller cueillir le coton dans les fermes d’État de la région. Un demi-million de Ouïgours travaillent dans les champs de coton.

## Caractéristiques des camps

### Nombre de camps et de détenus
En 2018, le nombre de détenus est estimé à un million par Amnesty International et par l'Organisation des Nations unies. En 2018, au Xinjiang, un musulman sur six serait concerné. En mai 2019, le gouvernement américain estime le nombre de détenus à 3 millions. De 2017 à 2020, plus de 260 camps fortifiés sont construits, soit au moins un par comté de l'Ouest du Xinjiang ; certaines constructions mettent moins de six mois à être finalisées. Elles ont généralement des murs de béton épais et des miradors, et de nombreuses usines sont rattachées à des bâtiments d'internement existants, ce qui soutient la thèse du travail forcé dans les camps. Sur ces 260 camps, 92 sont confirmés comme étant des camps d'internement et 176 ne sont identifiés que par observation satellite. 121 des camps sont dotés de miradors. Les plus grands commencent leur construction début 2018 et certains sont prêts dès octobre 2018, avec la majorité en 2019 et quelques camps toujours en construction en août 2020. Une cinquantaine de camps construits à côté d'anciennes prisons sont démilitarisés, avec un retrait des barbelés et des miradors. Certains experts supposent qu'il s'agit d'une transition vers des camps à basse sécurité, pendant que les autres prisonniers sont transférés vers les nouveaux camps plus sécurisés.
Le plus grand camp est à Dabancheng ; long de deux kilomètres, il gagne encore un kilomètre de largeur fin 2019.
Les camps contiennent une majorité de citoyens chinois, mais également des Kazakhs détenus pendant leur voyage en Chine. Les détenus sont classés en trois catégories : d'abord, des personnes illettrées dont le seul crime est de ne pas parler chinois. La seconde catégorie est composée des musulmans pratiquants, arrêtés pour possession de document religieux ou considérés comme pro-indépendance, par exemple des livres sur la culture ouïghoure. Le dernier groupe est composé des personnes ayant un proche à l'étranger ou ayant eux-mêmes vécu à l'étranger : ce sont ceux aux détentions les plus longues, atteignant souvent 10 à 15 ans.
Les rapports chinois des Xinjiang Papers notent qu'en conséquence de l'internement d'une partie de la population certaines zones agricoles doivent être laissées en friche dans la région, par manque de main-d’œuvre. De nombreux enfants dont les parents sont emprisonnés sont placés en orphelinat.

Nombre d'appels d'offres par mois en rapport avec les camps de rééducation au Xinjiang.

### Conditions de détention
En détention provisoire, une cellule carrée de dix mètres de côté fait tenir dix-huit hommes. On y compte des uniformes bleus pour les crimes classiques et des uniformes orange pour les crimes politiques. Les détenus sont ensuite envoyés dans les camps. Les camps séparent les hommes et les femmes. Dans certains camps, une usine est attenante aux bâtiments de vie : on y fait travailler les détenus. 
Les personnes internées se réveillent avant l'aube, chantent l'hymne chinois et célèbrent le lever du drapeau chinois à 7h30 chaque matin. Ils ont ensuite cours en blocs de deux heures et demie minimum, apprenant des chants communistes et étudiant l'histoire et la langue chinoises. Le midi, ils mangent de la soupe de légumes et du pain ; ils ont aussi du riz, mais très peu de protéines. Les douches sont rares et surveillées : se laver les mains ou les pieds est considéré comme une ablution musulmane, et donc très contrôlé. Des fonctionnaires leur font des discours sur les dangers de l'intégrisme religieux et de l'indépendantisme, puis leur font passer des tests sur les dangers de l'Islam : en cas de réponse fausse, ils reçoivent un châtiment corporel. Souvent, on compte deux personnes par lit ou certains camps peuvent organiser des tours de sommeil pour limiter le nombre de lits nécessaires.
Selon une directive de 2017, les participants aux camps passent leur temps « à crier des slogans, chanter des chants révolutionnaires et apprendre par cœur le Classique des trois caractères », une tâche particulièrement difficile pour les détenus qui ne parlent pas chinois ou sont illettrés. Dans certains camps, les prisonniers sont obligés de remplacer la bénédiction musulmane habituelle dite avant de manger, bismillah, par des remerciements à Xi Jinping. Les détenus sont forcés à manger du porc et à boire de l'alcool,. Les prisonniers doivent aussi faire leur autocritique et la critique de leurs proches. Les personnes internées doivent également apprendre le chinois et ses caractères d’écriture turcophones.
Selon des témoignages, des femmes musulmanes sont stérilisées via des injections, et victimes de violences sexuelles. La sinologue Marie Holzman signale que 80 % des stérilets posés en Chine concernent le Xinjiang.
La torture est aussi utilisée. Un homme réfractaire témoigne avoir passé cinq heures debout contre un mur, ou avoir été mis à l'isolement et privé de nourriture pendant 24 heures ; des femmes, comme Mihrigul Tursun, racontent avoir subi des électrochocs. Les nouveaux détenus sont gardés dans des postures douloureuses. La violence n'est pas systématique, mais chaque témoignage de personne arrêtée l'inclut à un moment ou à un autre.
De nombreux camps sont également accusés d'organiser un travail forcé, en particulier pour l'industrie textile. Des membres des programmes qui ne sont pas prisonniers affirment qu'ils ont été forcés de signer des contrats de travail et interdits de quitter les usines pendant la semaine, travaillant des longues heures à très bas salaire.
Les personnes internées seraient généralement relâchées après avoir atteint un certain nombre de points, qui note sur leur comportement quotidien et celui de leurs proches vivant en liberté. Les points permettent également de bénéficier de meilleures conditions de vie : ils sont entre autres obtenus via les résultats aux tests et la critique des autres détenus. À leur libération, les anciens détenus reçoivent un papier affirmant qu'ils ont été détenus provisoirement pour soupçon de compromission de la sécurité nationale et relâchés sans sanction.
En août 2019, une ancienne détenue affirme que des agents du gouvernement chinois se sont rendus chez elle pour détruire son dossier de détenue, afin de recréer un faux dossier montrant qu'elle n'a jamais été détenue mais qu'elle était restée chez elle sous la surveillance du PCC.
De nombreuses sources parlent de camps de concentration,,,,,,. Le gouvernement chinois utilise parfois le mot 集中 (« concentration ») pour décrire ce qu'il appelle ailleurs les « écoles d'éducation ».

### Transport entre les camps
Une vidéo datée de 2018 semble montrer des détenus acheminés vers des camps. En septembre 2019, une vidéo filmée par drone montre des centaines d'hommes aux yeux bandés, avec le crâne rasé et les bras attachés dans le dos, portant des vestes indiquant « centre de détention de Kashgar » ; il s'agirait d'un transfert de prisonniers d'avril 2019, plusieurs mois après que le gouvernement chinois a affirmé que le système ne servait qu'à la formation professionnelle. Le déplacement fréquent d'un camp à l'autre pourrait être une tactique contre la surpopulation des premiers camps, avec des centaines de personnes arrivant chaque jour au début de la campagne d'internement.

### Prélèvements d'organes
En juin 2021, certains médias évoquent la possibilité que des organes soient prélevés sur les prisonniers des camps. Des experts mandatés par l'ONU indiquent avoir reçu des « informations crédibles » selon lesquelles des prisonniers issus de minorités ethniques, linguistiques et religieuses, dont les Ouïghours, sont soumis à des prélèvements forcés d'organes en Chine. Une accusation similaire avait été formulée en 2019 par l'organisation non gouvernementale China Tribunal (en).

## Réactions

### États

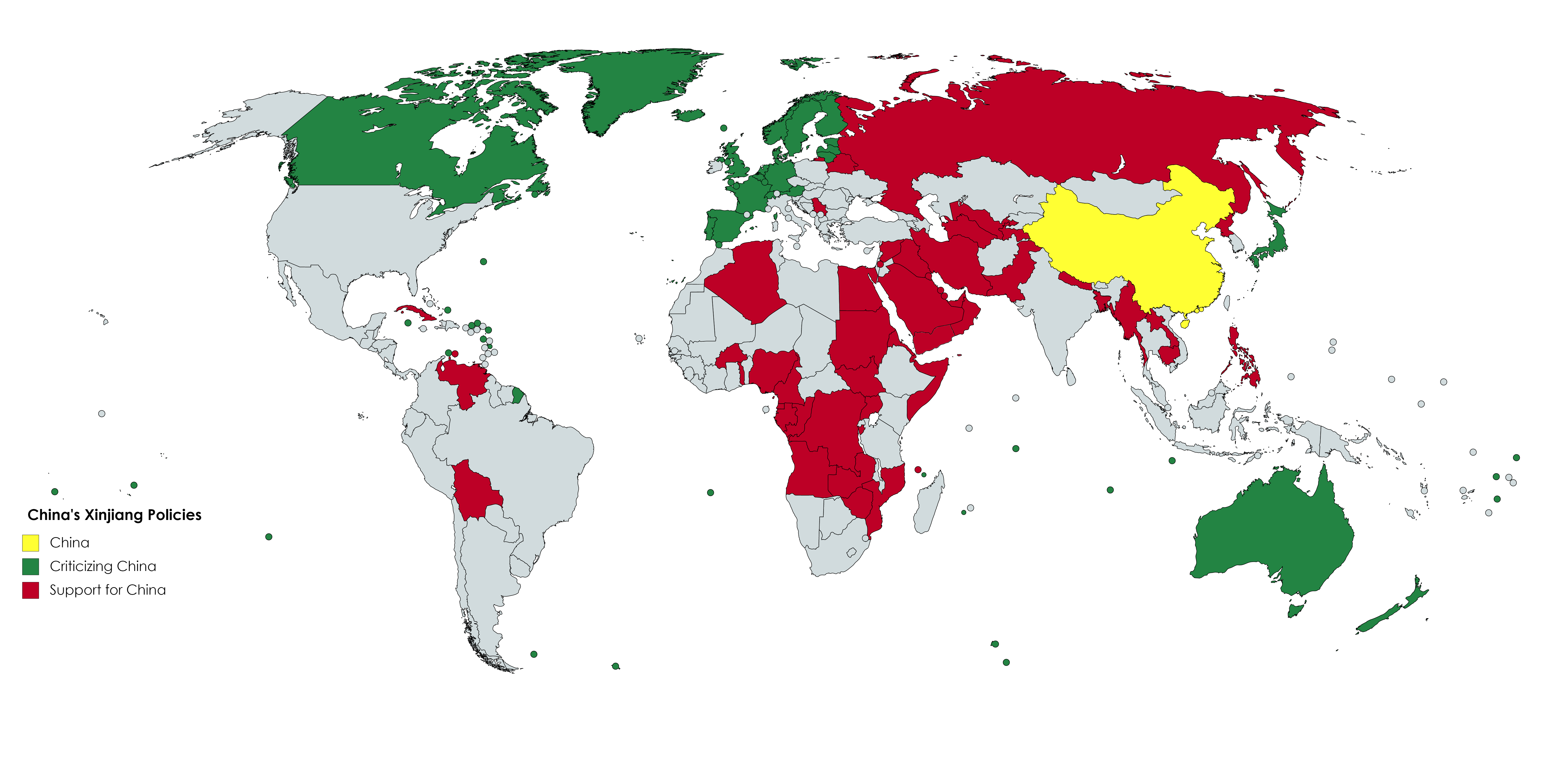
Positions des États en 2019
Vert : critique la Chine
Rouge : soutient la Chine

En juillet 2019, vingt et un pays occidentaux et le Japon demandent à la Chine de cesser les détentions de masse au Xinjiang. Trente-sept pays répondent rapidement en faveur de la Chine. Ces pays incluent notamment la Russie, l'Arabie saoudite, le Qatar, la Corée du Nord, l'Algérie, le Nigeria, les Philippines et la Syrie. Leur lettre insiste sur la gravité du terrorisme : « Face au grave défi du terrorisme et de l'extrémisme, la Chine a pris une série de mesures de lutte contre le terrorisme et de déradicalisation dans le Xinjiang, notamment la création de centres d'enseignement et de formation professionnels », disent-ils en soulignant que les attentats ont cessé depuis 2016. Elle ajoute que les visites des diplomates au Xinjiang contredisent les propos des médias occidentaux,.
Le 29 octobre 2019, cinquante-quatre États menés par la Biélorussie soutiennent la Chine, à laquelle la commission de l'ONU des affaires sociales demande une nouvelle fois un accès total de Michelle Bachelet à la province, refusé depuis un an. En réponse, vingt-trois pays, menés par le Royaume-Uni et les États-Unis, dénoncent la répression du peuple ouïghour. Certains diplomates occidentaux font remarquer que parmi les 54 pays figurent 28 pays africains dont la Chine est un partenaire commercial majeur. La représentante cambodgienne fait valoir que « la situation au Xinjiang tombe sous la juridiction interne de la République populaire de Chine ». Des pays ne figurant pas dans la liste des 54 s'élèvent quand même en faveur de la Chine : c'est le cas du Vietnam, de la Tunisie et du Kirghizistan,,.

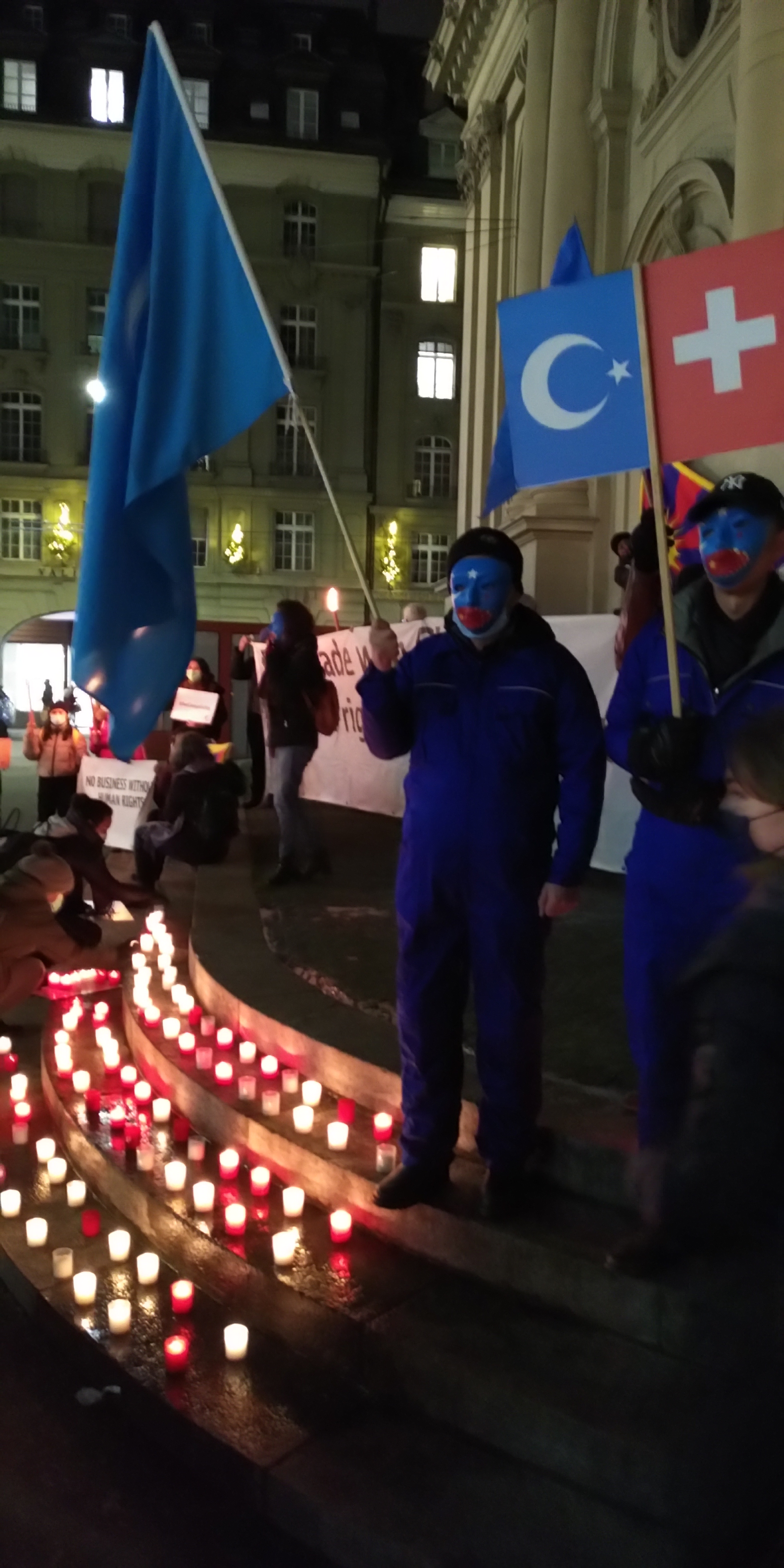
Manifestation contre les violations des droits de l'homme au Xinjiang à Berne en Suisse.

### Associations, corps religieux, personnalités
- En juillet 2020, le corps religieux français a officiellement soutenu pour la première fois la minorité musulmane chinoise, les Ouïghours. Le Conseil français du culte musulman a appelé à une enquête internationale sur la situation des Ouïghours[66].
- Le footballeur Mesut Özil a condamné le traitement des Ouïghours, exhortant les musulmans à ne pas « garder le silence » sur leur répression par la Chine, alors qu'elle renforce le secret autour de ses camps d'internement controversés[67],[68].
- Joe Biden affirme qu'il s'agit d'un génocide[20].
- Le pape François qualifie les Ouïghours musulmans de peuple « persécuté » dans un livre rédigé en collaboration avec son biographe anglophone Austen Ivereigh, paru le 2 décembre 2020, rompant son silence sur le sujet[69],[70],[71].